# Ludwig von Schaeffer-Voit

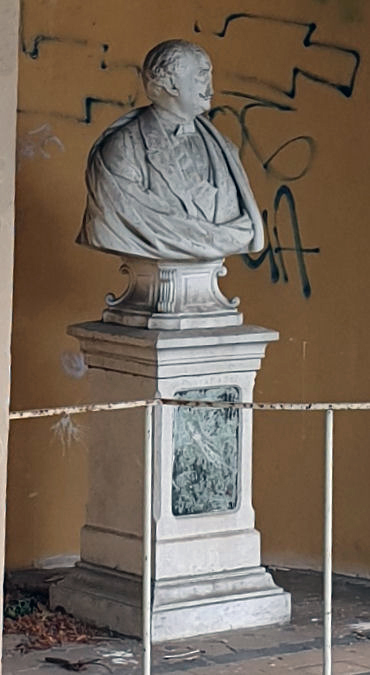
Büste von Ludwig von Schaeffer-Voit im Park Ruhwald (Kopie)

Friedrich Heinrich Ludwig von Schaeffer-Voit (geborener Schaefer; * 16. Oktober 1819 in Halberstadt, Provinz Sachsen, Königreich Preußen; † 20. Oktober 1887 in Berlin, Deutsches Reich) war ein erfolgreicher Zeitschriftenverleger in Berlin. Er war königlich-sächsischer Kommerzienrat und königlich-preußischer Kommissionsrat und gehörte in seiner Zeit zu den reichsten Männern in Preußen.

## Leben
Ludwig Schaefer stammte möglicherweise aus einer jüdischen Familie. Der Vater war Gerichtsbeamter in Halberstadt. Er besuchte das Gymnasium und machte eine Buchhändlerlehre.
1842 arbeitete Ludwig Schaefer in der Buchhandlung Lindequist & Schönrock in Halberstadt.
1847 wurde er Teilhaber der Rubachschen Buchhandlung in Magdeburg, zusammen mit Eugen Fabricius als Fabricius & Schaefer, er schied aber bald wieder aus.
1849 gründete er die Buchhandlung Louis Schaefer in Magdeburg und 1853 dazu einen kleinen Verlag.
1854 verlegte er diesen nach Berlin und gründete dort die Modezeitschrift Der Bazar mit Antonie Klein. In den nächsten Jahren führte er diese mit seiner Frau Margarethe gemeinsam. Die Zeitschrift erzielte bald eine hohe Auflage.
1863 verlegte Louis Schaefer den Verlag nach Leipzig, blieb aber in Berlin wohnen. In diesem Jahr wurde er zum königlich-sächsischen Kommerzienrat ernannt. Im folgenden Jahr 1864 erreichte er die Ernennung zum königlich-preußischen Kommissionsrat und 1865 die Erhebung in den preußischen Adelsstand durch König Wilhelm IV. In dieser Zeit hatte sich seine Zeitschrift Der Bazar zur auflagenstärksten Modezeitung weltweit entwickelt, mit Tochterzeitschriften in mehreren europäischen Ländern  und den USA.
1871 verkaufte Ludwig von Schaeffer-Voit den Verlag an eine Aktiengesellschaft, wahrscheinlich gegen seinen Willen. Er erhielt dafür etwa 500.000 Thaler. In den folgenden Jahren rechnete er sich zu den 15 Personen mit der höchsten Einkommenssteuer  in Preußen.
Er zog sich aus dem gesellschaftlichen Leben zurück und starb 1887.

## Besitz
Ludwig von Schaeffer-Voit besaß das Wohnhaus Unter den Linden 21 seit 1866.
In diesem Jahr erwarb er auch ein größeres Grundstück in der neuen Villenkolonie Westend bei Berlin und ließ dort das Schloss Ruhwald errichten. Er errichtete dort auch einen Privatfriedhof für seinen gefallenen Sohn. 1872 verkaufte er dieses Gelände nach einem längeren verlorenen Nachbarschaftsstreit über Wegerechte. 1873 kaufte er dafür die Güter Glasow und Blankenfelde bei Berlin.
Ludwig von Schaeffer-Voit verdiente möglicherweise auch Geld mit Grundstücksspekulationen.

## Ehe und Nachkommen
Ludwig von Schaeffer-Voit war mit Margarethe Voit (1820–1894) seit 1846 verheiratet. Sie hatten fünf Kinder, von denen vier Söhne beim Militärdienst starben.
- Udo von Schaeffer-Voit (1846/47–1866), starb im Preußisch-Österreichischen Krieg als Leutnant an Cholera
- Edgar von Schaeffer-Voit († 1870), starb im Deutsch-Französischen Krieg als Leutnant in der Schlacht bei Mars-la-Tour[8]
- Anna Clara Henriette Jeanette von Eulenburg/von Wartensleben  (1856–1939), heiratete 1) Graf Friedrich zu Eulenburg (1850–1914); 2) Graf Alexander von Wartensleben (1838–1909); über sie verfasste Theodor Fontane den Roman Cécile

- Alfred von Schaeffer-Voit († 1878), starb als Avantageur (Offiziersanwärter)
- Walter von Schaeffer-Voit (1859–1880), starb als Leutnant

## Nachwirkungen

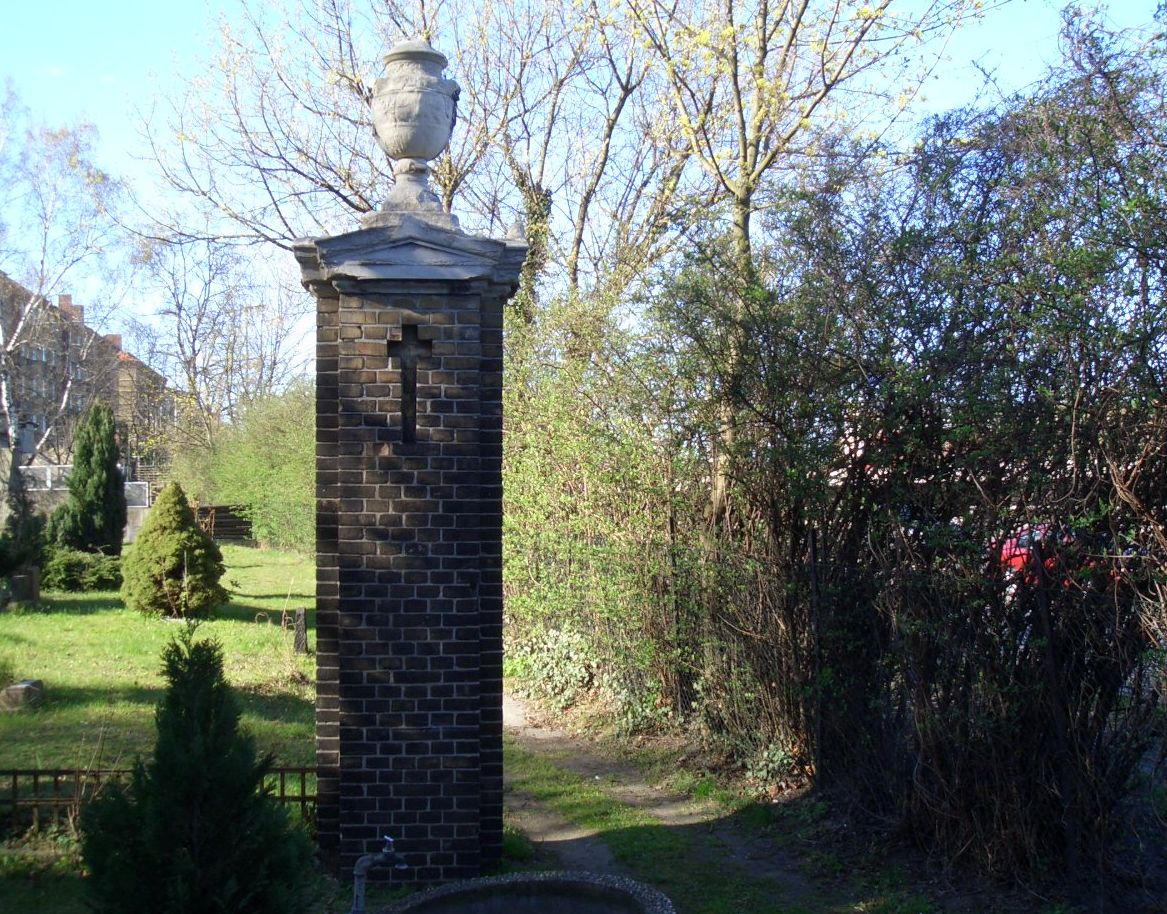
Torpfosten zum ehemaligen Familienfriedhof

Ludwig von Schaeffer-Voit ist heute weitgehend unbekannt.
Das für ihn erbaute Schloss Ruhwald wurde 1937 abgerissen, das durch ihn erweiterte Gutshaus in Blankenfelde 1948. Auch der große Privatfriedhof der Familie mit einem großen Mausoleum in Westend musste in den 1960er Jahren der Stadtautobahn weichen. Geblieben sind lediglich ein Torpfosten des Eingangs und die Büsten für Ludwig und Margarethe von Schaeffer-Voit. Deren Originale befinden sich jetzt in der Karl-Ludwig-Cauer-Schule, Kopien in den Arkaden in Ruhwald.
Schaeffer-Voit hinterließ außer mit der überaus erfolgreichen Modezeitschrift Der Bazar keine größeren heute sichtbaren Spuren. Er war kaum in Vereinen und anderen gesellschaftlichen Zusammenkünften sichtbar. Seine Spenden zu wohltätigen Zwecken erfolgten meist still.
Dazu kam, dass er in adligen Kreisen offenbar nicht akzeptiert wurde. Die beabsichtigte Heirat seiner Tochter Clara mit dem Grafen Friedrich zu Eulenburg wurde nicht gerne gesehen und führte zu erheblichen Verwicklungen für diesen, bis hin zu Duell-Forderungen und einem Eingreifen des Kaisers. Theodor Fontane verfasste über diese Affäre seinen Roman Cécile.